# Pierwszy dzień stworzenia
Pierwszy dzień stworzenia. Pieśni społeczne – zbiór wierszy Antoniego Langego wydany w 1907 w Krakowie. Szacuje się jednak że wiersze te powstały wcześniej, kiedy to Lange pisał pod pseudonimem Antoni Wrzesień i Napierski. Ten okres twórczości poety obfitował bowiem w pieśni patriotyczne i społeczne silnie związane z ideologią pozytywizmu. Utwory Trzeciego dnia stworzenia odnajdują ponadto kontekst w tradycji romantycznej (pierwszy wiersz Z dymem pożarów jawnie nawiązuje do utworu Kornela Ujejskiego). Inne wiersze nawiązują min. do twórczości Adama Mickiewicza, rewolucji francuskiej czy Beniowskiego Juliusza Słowackiego. Wszystkie je łączy wątek emigracyjny, powstańczy i patriotyczny połączony z wrażliwością na krzywdę społeczną.
Zbiór składa się z trzech części:
- Pieśni Napierskiego,
- Mare Tenebrarum,
- Pierwszy Dzień Stworzenia